# Cyclogomphus
Cyclogomphus is een geslacht van libellen (Odonata) uit de familie van de rombouten (Gomphidae).

## Soorten
Cyclogomphus omvat 5 soorten:
- Cyclogomphus gynostylus Fraser, 1926
- Cyclogomphus heterostylus Selys, 1854
- Cyclogomphus vesiculosus Selys, 1873
- Cyclogomphus wilkinsi Fraser, 1926
- Cyclogomphus ypsilon Selys, 1854